# Falkenbergs-Bladet
Falkenbergs-Bladet var en tidning som gavs ut i Falkenberg mellan 1887 och 1889. Den blev uppköpt av Falkenbergs Tidning.